# Едвард Девіс
Едвард Девіс (англ. Edward Davis або Davies) — британський буканьєр валійського походження, що діяв у Вест-Індії та у Тихому океані протягом 1683—1702 років, зокрема відомий успішними набігами на міста Леон і Панаму в 1685 році, що було одним з найбільших піратських рейдів на іспанські укріплення. Його кар'єра переважно відома завдяки опису Вільяма Дампіра у творі «Нова подорож навколо світу» (англ. A New Voyage Round the World, 1697).